# دانيال فورد
دانيال فورد (بالإنجليزية: Daniel Ford)‏ هو كاتب جنوب أفريقي، ولد في 1967.